# Martwa natura z pstrągami z rzeki Loue
Martwa natura z pstrągami z rzeki Loue (fr. Les trois truites de la Loue) – obraz francuskiego malarza Gustave’a Couberta. Znajduje się w zbiorach Muzeum Sztuki w Bernie.
Płótno przedstawia trzy wyłowione z wody pstrągi. Ryby znajdują się na pierwszym planie obrazu, zaburza to przestrzenne relacje pomiędzy pierwszym a drugim planem. Poprzez ten zabieg widz odnosi wrażenie, że pstrągi są dużo większe niż w rzeczywistości. Dwie ryby z haczykami w pyskach wiszą na gałęziach, a trzecia jest ułożona na piasku w kolorze ochry. Za nimi widoczna jest absolutna czerń.
Obraz, podobnie jak powstały w tym samym okresie Pstrąg, może być symbolicznym przedstawieniem ciężkiego położenia malarza. Na przełomie lat 1871–1872 Courbet przebywał w więzieniu, skazany za swą działalność polityczną w czasie Komuny Paryskiej. Po odbyciu kary spędził trochę czasu w swoim rodzinnym Franche-Comté, a potem wyemigrował z Francji do Szwajcarii, by nigdy już nie wrócić do ojczyzny. To właśnie w tym okresie wykonał kilka martwych natur przedstawiających ryby, inspirowanych olbrzymimi pstrągami łowionymi przez rybaków z rzeki Loue. Sytuacja finansowa artysty w tamtym czasie była skomplikowana, gdyż toczył się proces w sprawie obciążenia go kosztami ponownego wzniesienia kolumny Vendôme jako inicjatora projektu jej zburzenia.